# يولاندا لوبيز
يولاندا لوبيز (بالإنجليزية: Yolanda López)‏ هي رسامة أمريكية، ولدت في 1942 في سان دييغو في الولايات المتحدة.